# بيتر روسو
بيتر روسو (بالإنجليزية: Peter Russo)‏ هو محامي وسياسي أسترالي، ولد في 13 سبتمبر 1955 في تاونسفيل في أستراليا. حزبياً، نشط في Queensland Labor Party ‏. في 2017 Queensland state election ‏، انتخب عضو المجلس التشريعي ولاية كوينزلاند عن دائرة Electoral district of Toohey ‏ (25 نوفمبر 2017 – ) وفي 2015 Queensland state election ‏، انتخب عضو المجلس التشريعي ولاية كوينزلاند عن دائرة Electoral district of Sunnybank ‏ (31 يناير 2015 – 25 نوفمبر 2017).